# Kloosterkerk
Een kloosterkerk is een kerkgebouw, verbonden aan een klooster. Dit is de plek waar de kloosterlingen een aantal keer per dag op vaste tijdstippen bij elkaar komen voor het koorgebed. In beginsel zijn deze kerken bedoeld voor degenen die in het klooster wonen, maar vaak is de kerk ook toegankelijk voor mensen van daarbuiten.
Typerend voor een kloosterkerk zijn de koorbanken in het koor van de kerk. Bij een gesloten congregatie bevinden de koorbanken zich soms achter een hekwerk, soms op het oksaal, onzichtbare voor de andere kerkgangers. Een kloosterkerk verbonden aan een abdij wordt abdijkerk genoemd. Een kapittelkerk is weliswaar vergelijkbaar met een kloosterkerk, maar vervult toch een andere functie.

## Kloosterkerken in Nederland en België

### Middeleeuwen
In Nederland (met name in Limburg) en België (vooral in Wallonië) zijn nog relatief veel middeleeuwse kloosterkerken bewaard gebleven. Voorbeelden zijn de abdijkerk van Loosduinen en de Kloosterkerk in Den Haag, de Koorkerk en de Nieuwe Kerk in Middelburg, de Sint-Catharinakathedraal in Utrecht, de Sint-Michaëlskerk in Thorn, de Munsterkerk en de Caroluskapel in Roermond, de Basiliek van de H.H. Wiro, Plechelmus en Otgerus in Sint Odiliënberg, de Sint-Amelbergabasiliek in Susteren, de abdijkerk Rolduc in Kerkrade, de Dominicanenkerk, de Oude Minderbroederskerk en de Kruisherenkerk in Maastricht, de Sint-Gertrudiskerk in Nijvel, de Sint-Geertrui-abdijkerk in Leuven, de abdijkerk van Floreffe en de abdijkerk van Villers (in ruïneuze toestand). In het noorden en oosten van Nederland staan diverse kerken die oorspronkelijk verbonden waren aan kloosterorden, veelal de franciscanen en dominicanen, en daar met de naam "Broederkerk" (doorverwijspagina) en aanverwante namen nog naar verwijzen.

### Baroktijd
In België zijn ook enkele fraaie barokke kloosterkerken te vinden, zoals de kerk van het Engels Klooster in Brugge, de kerk van de Sint-Pietersabdij in Gent, de Sint-Bernardusabdijkerk in Hemiksem, de Sint-Servaasbasiliek in Grimbergen, de abdijkerk van Averbode, de abdijkerk van Ninove, de abdijkerk van Vlierbeek, de abdijkerk Mariënlof in Kerniel en de abdijkerk van Bonne-Espérance. In Nederland zijn de Augustijnenkerk in Dordrecht, de Augustijnenkerk in Maastricht en de Sint-Gerlachuskerk in Houthem in deze categorie de belangrijkste voorbeelden.

### 19e en 20e eeuw
Na de reformatie zijn veel kloosters in de Noordelijke Nederlanden afgebroken. In de Zuidelijke Nederlanden werden veel kloosters in de Franse tijd opgeheven. De kloosterkerken bleven echter vaak gespaard, kregen vaak een nieuwe bestemming als parochiekerk en behielden in sommige gevallen de benaming Kloosterkerk. Een voorbeeld daarvan is de Kloosterkerk in Den Haag. De Kloosterkerk van Rottum en de Kloosterkerk van Assen zijn beide zo genoemd naar oudere voorgangers van de huidige gebouwen. In de 19e eeuw werden veel nieuwe kloostercongregaties gesticht. Het aantal neoromaanse en neogotische kloosterkerken is Nederland en België is zeer groot.
Enkele bekende moderne kloosterkerken zijn de Sint-Paulusabdijkerk in Oosterhout, de Kloosterkerk van Valkenburg, de Sint-Benedictusabdijkerk van Mamelis (Vaals), de abdijkerk van Roosenberg in Waasmunster en de kloosterkerk van Chevetogne.
bracium/brouwerij · cantharus/bron · cellae/kloostercellen · cellarium/kelder · clausuur · claustrum/kloostergang · dormitorium/slaapzaal · hospitium/gastenverblijf · infirmarium/ziekenvertrek · kapittelzaal · monasterium/kloosterkerk · pandhof · parlatorium · pistrinum/bakkerij · refectorium/refter · sacristie · scriptorium · kloostertuin